# Louis Ludlow

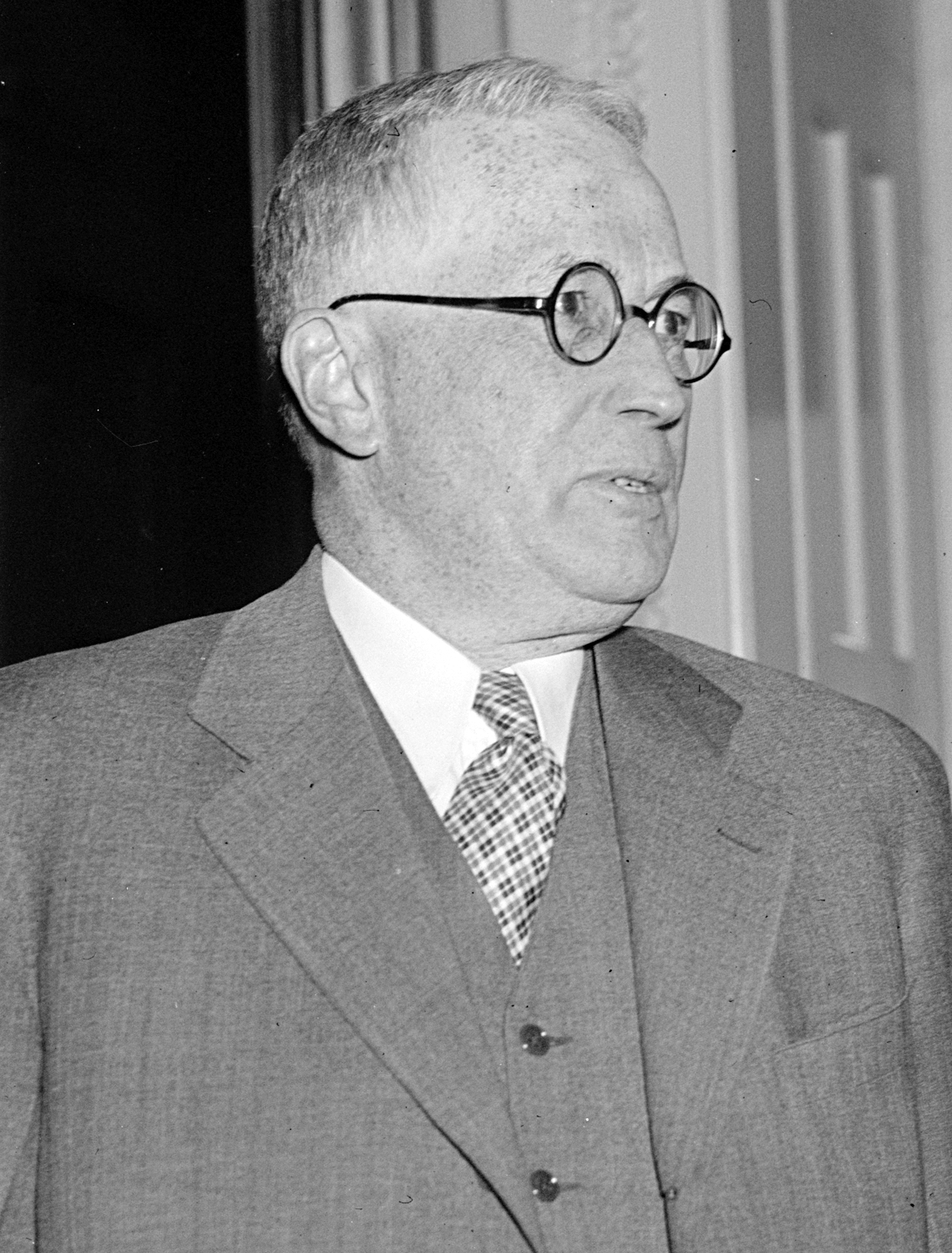
Louis Ludlow (1936)

Louis Leon Ludlow (* 24. Juni 1873 bei Connersville, Fayette County, Indiana; † 28. November 1950 in Washington, D.C.) war ein US-amerikanischer Politiker. Zwischen 1929 und 1949 vertrat er den Bundesstaat Indiana im US-Repräsentantenhaus.

## Werdegang
Louis Ludlow besuchte die öffentlichen Schulen seiner Heimat. Im Jahr 1892 kam er nach Indianapolis, wo er als Reporter und politischer Journalist arbeitete. Er wurde der Washingtoner Korrespondent für verschiedene Zeitungen in Indiana und Ohio. Zwischen 1901 und 1929 war er Mitglied der Congressional Press Galleries. Politisch schloss sich Ludlow der Demokratischen Partei an. Bei den Kongresswahlen des Jahres 1928 wurde er im siebten Wahlbezirk von Indiana in das US-Repräsentantenhaus in Washington, D.C. gewählt, wo er am 4. März 1929 die Nachfolge von Ralph E. Updike antrat. Nach neun Wiederwahlen konnte er bis zum 3. Januar 1949 zehn Legislaturperioden im Kongress absolvieren. Zwischen 1933 und 1943 vertrat er den zwölften und danach den elften Distrikt seines Staates.
Die ersten Jahre seiner Abgeordnetenzeit standen im Zeichen der Weltwirtschaftskrise Anfang der 1930er Jahre. Zwischen 1933 und 1941 wurden die meisten der New-Deal-Gesetze der Bundesregierung verabschiedet. Seit 1941 war auch die Arbeit des Kongresses von den Ereignissen des Zweiten Weltkrieges und dessen Folgen geprägt. Im Jahr 1933 wurden der 20. und der 21. Verfassungszusatz ratifiziert. Ludlow schlug ab 1935 mehrfach selbst einen weiteren Zusatzartikel vor, der als Ludlow Amendment bekannt wurde. Dieser besagte, dass zur Erklärung eines Krieges durch die Vereinigten Staaten eine vorherige Volksabstimmung nötig sein sollte – es sei denn, die USA würden selbst angegriffen. Vor der entscheidenden Abstimmung über die Aufnahme des Zusatzes in die Verfassung verlas Speaker William B. Bankhead einen Brief von Präsident Franklin D. Roosevelt, in dem dieser sich gegen die Ratifikation aussprach. Letztlich votierte das Repräsentantenhaus mit 209:188 Stimmen gegen das Amendment.
1948 verzichtete Louis Ludlow auf eine erneute Kandidatur. Nach seinem Ausscheiden aus dem US-Repräsentantenhaus nahm er seine früheren journalistischen Tätigkeiten wieder auf. Er starb am 28. November 1950 in der Bundeshauptstadt Washington.